# Tica bus
Tica Bus, acrónimo de Transportes Internacionales Centroamericanos, es una empresa de transporte terrestre de pasajeros fundada en Costa Rica en 1963. Opera rutas internacionales a través de Centroamérica y el sur de México, siendo una de las compañías más antiguas y extensas de transporte interurbano en la región.

## Historia
Tica Bus fue fundada el 13 de septiembre de 1963 en San José, Costa Rica, por José López Ugalde. Inició operaciones con una flota modesta, realizando viajes entre ciudades de Nicaragua y Honduras. Los primeros trayectos salían desde San José en la madrugada y regresaban por la noche, con tiempos prolongados de viaje debido al mal estado de las carreteras y los trámites fronterizos.
Durante la década de 1970, la empresa amplió su cobertura regional, adquirió autobuses nuevos y estableció terminales en varios países. En 1972 incorporó unidades panorámicas Sultana fabricadas en México, lo que marcó un hito en la modernización de su flota. En 1975 logró consolidar su presencia en gran parte del istmo centroamericano.
En la década de 1980, los conflictos armados en Centroamérica afectaron sus operaciones. Durante este periodo, Tica Bus restringió temporalmente algunas rutas, operando principalmente entre Costa Rica y Panamá. Con el retorno de la estabilidad en la región en los años 90, la empresa reanudó sus rutas internacionales y comenzó un proceso de renovación de flota.
A partir del año 2000, Tica Bus inició una fase de expansión, incorporando unidades modernas con carrocerías Irizar y chasis Scania, así como modelos provenientes de Asia. En 2014, extendió sus rutas hacia Tapachula, en el estado mexicano de Chiapas.
En 2019 se formalizó la adquisición de Tica Bus por parte del grupo mexicano Mobility ADO, integrándose así a una red de transporte regional más amplia que incluye otras líneas centroamericanas.

## Cobertura y rutas
Tica Bus presta servicios en siete países: Panamá, Costa Rica, Nicaragua, Honduras, El Salvador, Guatemala y México. Su ruta principal conecta Ciudad de Panamá con Tapachula, atravesando las capitales de cada país centroamericano. La compañía ofrece dos clases de servicio: Turista y Ejecutiva, con unidades equipadas con aire acondicionado, sanitarios y entretenimiento a bordo.
Las principales ciudades atendidas por Tica Bus incluyen:
- Ciudad de Panamá, Panamá
- San José, Costa Rica
- Managua, Nicaragua
- Tegucigalpa, Honduras
- San Salvador, El Salvador
- Ciudad de Guatemala, Guatemala
- Tapachula, México

## Impacto regional
Tica Bus ha jugado un papel destacado en la integración del transporte terrestre en Centroamérica. Su servicio regular facilita el turismo, el comercio y la movilidad entre países, contribuyendo al desarrollo económico y social de la región. Además, ha permitido mantener la conectividad entre comunidades migrantes y sus países de origen.
La empresa también ha sido considerada un símbolo de integración cultural en el istmo, al enlazar naciones con raíces históricas comunes, particularmente las que formaron parte de la antigua Federación Centroamericana.

## Propiedad
Desde 2019, Tica Bus forma parte de Mobility ADO, grupo mexicano de transporte que también controla otras marcas en América Latina y España. Esta integración ha permitido la modernización operativa y la expansión de servicios.